# 25456 Caitlinmann
25456 Caitlinmann este un asteroid din centura principală de asteroizi.

## Descriere
25456 Caitlinmann este un asteroid din centura principală de asteroizi. A fost descoperit pe 5 decembrie 1999 la Socorro, New Mexico, în cadrul proiectului LINEAR. Asteroidul prezintă o orbită caracterizată de o semiaxă mare de 2,28 ua, o excentricitate de 0,02 și o înclinație de 4,8° în raport cu ecliptica.